# West Hills, New York
West Hills är en så kallad census-designated place i Huntingtons kommun i Suffolk County på Long Island i delstaten New York. Orten är belägen i östra delen av New Yorks storstadsregion. Vid 2020 års folkräkning hade West Hills 5 385 invånare.

## Kända personer från West Hills
- Walt Whitman, poet